# Lijst van grietmannen van Aduard
Dit is een lijst van grietmannen van de voormalige Nederlandse heerlijkheid Aduard in de provincie Groningen, die bestaan heeft tot 1803.
| Ambtsperiode | Naam grietman                                   | Leven     | Bijzonderheden                                           |
| ------------ | ----------------------------------------------- | --------- | -------------------------------------------------------- |
| 1573 - 1595  | Abel Grevijnck                                  |           | geestelijke van het bisdom Munster, redger, werd afgezet |
| 1639         | Albert Coenders                                 |           | redger van Aduard                                        |
| 1692 - 1694  | Johan Clant, heer tot Aduard                    |           | grietman van Aduard; ook grietman van Humsterland        |
| 1720         | Daniel Hindrick Largentier chevalier du Chesnoy |           | grietman                                                 |
| 1739         | dr. Frans Izaak Guichart                        | 1713-1800 | redger van Aduard                                        |
| 1750 -1765   | dr. Tiddo Tiddens                               |           |                                                          |
| 1752 - 1768  | dr. Jan Kuijl van Trojen                        |           |                                                          |
| 1757 - 1758  | dr. H. Eijlerts                                 |           |                                                          |
| 1758 - 1784  | dr. Rudolph Aernoldi                            |           |                                                          |
| 1765 - 1781  | Eilardus Wilhelmus Uchtman                      |           |                                                          |
| 1765 - 1785  | Nicolaus Guichart, J.U.D.                       | 1756-1827 | zoon van dr. F.I. Guichart                               |
| 1796 - 1803  | Rudolf Hindrik Koning, J.U.D.                   |           |                                                          |